# Takehito Suzuki
Takehito Suzuki (鈴木 健仁?, Suzuki Takehito; Tokyo, 11 giugno 1971) è un ex calciatore giapponese, di ruolo difensore.